# Gušteran obični
Gušteran obični (lat. Diaphus subtilis) riba je iz porodice Myctophidae. Ovo je mala riba koja naraste do 8,5 cm duljine, najčešće živi na dubinama između 350 i 750 m po danu, dok noću ide u prema površini, gdje se zadržava u području između 40 i 550 m. Najveći broj jedinki se nalazi noću na dubinama oko 100 m. Tijelo mu je oblika cigare, s kratkom tupastom glavom i velikim izbuljenim očima smještenima prema napriijed. Repna peraja je vrlo račvasta (dubokog V profila), a leđna peraja kratka. Pretpostavlja se da se hrani zooplanktonom, a sam je hrana brojnim grabežljivcima. 

## Rasprostranjenost
Gušteran obični je riba Atlantika, rasprostranjen je cijelom njegovom širinom, u području od 40°N do 40°S. U Mediteranu nije čest, kao ni u Jadranu.

## Vanjske poveznice
|  | Wikivrste imaju podatke o taksonu Gušteran obični |